# Eddy Ottoz
Eddy Ottoz, född 3 juni 1944 i Mandelieu-la-Napoule i Alpes-Maritimes, är en italiensk före detta friidrottare.
Ottoz blev olympisk bronsmedaljör på 110 meter häck vid sommarspelen 1968 i Mexico City.